# گیشتان (نیک‌شهر)
گیشتان روستایی در دهستان چانف بخش آهوران شهرستان نیک‌شهر استان سیستان و بلوچستان ایران است.

## جمعیت
بر پایه سرشماری عمومی نفوس و مسکن در سال ۱۳۹۵ این روستا بدون جمعیت بوده‌است.